# Ortschaft
Ortschaft bezeichnet in Deutschland sowohl einen organisatorischen als auch den rechtlichen Status einer Siedlung.
In Österreich ist die Ortschaft die Grundeinheit des Systems der Siedlungsgliederung.
In der Schweiz versteht man unter Ortschaft ein geographisch abgegrenztes Siedlungsgebiet, das eine amtliche Bezeichnung trägt und dem eine Postleitzahl zugeordnet ist. Die Schweiz ist flächendeckend (ohne Mehrfachzuordnung) in Ortschaften unterteilt, was bezüglich der Gemeinden nicht der Fall ist.

## Deutschland

### Begriff im Verwaltungsrecht
In Gemeinden, die durch Eingliederung von Nachbargemeinden vergrößert wurden, wurden und werden häufig offizielle Ortschaften eingerichtet – meistens in der Abgrenzung der ehemaligen Gemeinden. In diesem Fall handelt es sich um einen rechtlichen Begriff, der sich aus der jeweiligen Kommunalverfassung bzw. Gemeindeordnung des Bundeslandes ergibt. Namentlich ist die Bildung von Ortschaften in den kreisangehörigen Gemeinden in Baden-Württemberg, Niedersachsen, Nordrhein-Westfalen, Sachsen, Sachsen-Anhalt und Thüringen vorgesehen. Für Gemeindeteile, die am 18. Januar 1952 noch selbständige Gemeinden waren und die nicht im Gemeinderat vertreten sind, ist in Bayern die Wahl eines Ortssprechers möglich.
Ortschaften können aus einem oder mehreren Dörfern bzw. Ortsteilen bestehen. Die meist durch die Hauptsatzung einer Gemeinde festgelegten Ortschaften haben eine eigene Ortschaftsvertretung, den Ortsrat (oder Ortschaftsrat), der von der Bevölkerung bei jeder Kommunalwahl meist direkt gewählt wird, in Niedersachsen kann das auch nur ein Ortsvorsteher sein, der vom Rat der Gemeinde berufen wird. Vorsitzender ist der Ortsvorsteher oder Ortsbürgermeister. Die Ortschaftsräte sind zu wichtigen, die Ortschaft betreffenden Angelegenheiten zu hören; eine endgültige Entscheidung obliegt ihnen meist jedoch nicht. Mit der Einrichtung von Ortschaftsvertretungen will man den Verlust der Selbstständigkeit einer Gemeinde bei deren Eingliederung in eine Nachbargemeinde abmildern.
Einer Ortschaft vergleichbar ist bei (größeren) Städten der Stadtbezirk, der meist auch ein eigenes Vertretungsgremium hat und wiederum in Stadtteile und Ortslagen unterteilt sein kann.
In Hessen und Rheinland-Pfalz werden die Begriffe Ortsbezirk, Ortsbeirat und Ortsvorsteher(in) verwendet. In Sachsen-Anhalt gibt es zwei Modelle von Ortschaften: das Modell Ortschaftsrat mit Ortsbürgermeister sowie das Modell Ortsvorsteher.
In Thüringen gibt es Ortschaften nur innerhalb von Landgemeinden. Dort kann der Gemeinderat in der Hauptsatzung für einen oder mehrere Gemeindeteile eine Ortschaftsverfassung regeln, was zur Folge hat, dass Ortschaftsrat und Ortschaftsbürgermeister gewählt werden können. Ortsteilräte und Ortsteilbürgermeister gibt es in Thüringer Landgemeinden somit nicht.

### Straßenverkehrsrecht

Zeichen 310

In Deutschland gibt es für geschlossene Ortschaften im Sinne der Straßenverkehrsordnung eine Reihe von besonderen Vorschriften, beispielsweise eine Höchstgeschwindigkeit von 50 km/h für Kraftfahrzeuge. Eine geschlossene Ortschaft beginnt mit der Ortstafel (Zeichen 310), einem rechteckigen gelben Schild mit aufgedrucktem Ortsnamen, und endet mit einer Ortstafel (Zeichen 311).

## Österreich

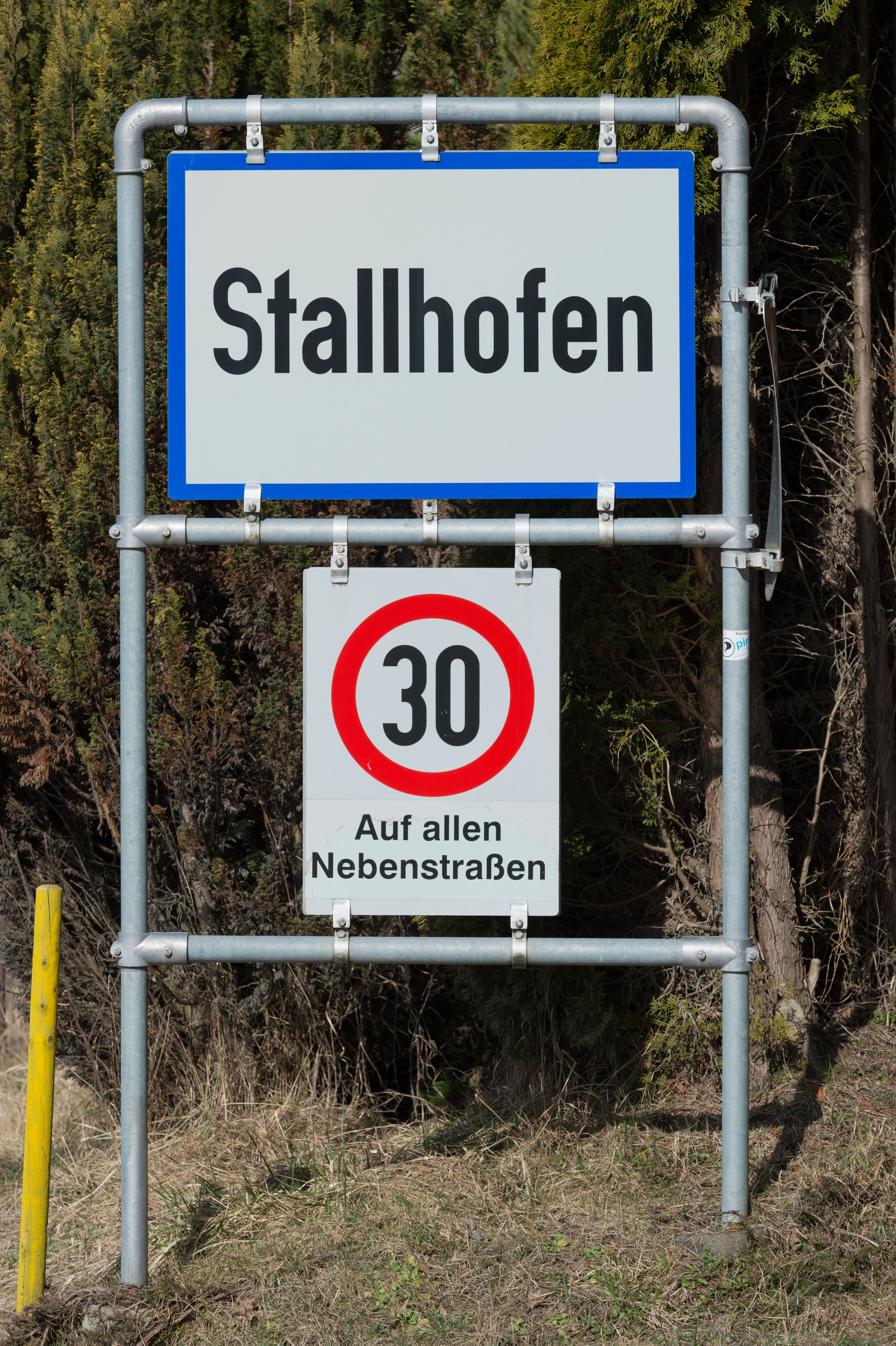
Ortstafel in Stallhofen in Kärnten

### Definition und Geschichte
„Unter Ortschaft versteht man eine Gesamtheit von Häusern, die ursprünglich durch eine gemeinsame Konskriptionsnumerierung zusammengehalten wurde.“

Mit der Erfassung der Bevölkerung für die Konskription, also die Volkszählung und Rekrutierung von Soldaten, setzte man ab 1770 bei den Siedlungen an und führte die Häusernummerierung ein, für die man die Siedlungen in Numerierungsabschnitte oder Konskriptionsortschaften einteilte und jedes Haus einem solchen Abschnitt zuwies. Die Gliederung nach Ortschaften geht auf diese Numerierungsabschnitte zurück.
Der Ursprung der Ortschaften als Numerierungsabschnitt ist heute in vielen Fällen kaum mehr erkennbar, da die ursprünglichen Konskriptionsnummern längst durch andere, oft straßenweise verlaufenden Nummerierungssysteme und Straßennamen ersetzt wurden. Mitunter erstrecken sich benannte Straßen, entlang derer die Häuser heute nummeriert werden, sogar durch mehrere Ortschaften. Mitte des 19. Jahrhunderts wurden die politischen Gemeinden geschaffen, und laut den von den Bundesländern erlassenen Gemeindeordnungen ist zumindest ein Gemeinderatsbeschluss zur Abänderung des Bestands von Ortschaften nötig. Daher bleiben Ortschaften oft auch dann bestehen, wenn sie keine eigenständige Hausnummerierung mehr aufweisen. Somit beruht die heute von Gemeinden getroffene Ortschaftseinteilung mitunter lediglich auf Tradition oder auf anderen von Gemeinde zu Gemeinde unterschiedlich angewandten Merkmalen, beispielsweise auf räumlicher Trennung oder auf der in der Führung von getrennten Ortschaften beibehaltenen Unterteilung nach ehemals eigenständigen politischen Gemeinden.
Die Vergabe der Orientierungsnummern (wie Konskriptionsnummer, Hausnummer) und die Zuteilung jedes bewohnbaren Gebäudes zu einer Ortschaft ist Aufgabe der politischen Gemeinden. Damit ist das sich daraus ergebende System der zentralamtlichen Siedlungsgliederung nach Ortschaften so in das System der österreichischen Verwaltungsgliederung eingehängt, dass es eine Unterteilung der Gemeinden darstellt.

„Eine Gemeinde kann aus mehreren Ortschaften bestehen oder ist mit einer Ortschaft ident.“

Die Ortschaft in diesem statistischen und verwaltungstechnischen Sinn ist somit eine innerhalb der politischen Gemeindegrenzen vorgenommene Unterteilung des besiedelten Gebiets, wobei jede Gemeinde zumindest eine Ortschaft umfasst. Falls eine ursprüngliche Konskriptionsortschaft des 18. Jahrhunderts durch die ab Mitte des 19. Jahrhunderts geschaffenen Grenzen politischer Gemeinden zerschnitten wurde, was besonders in Oberösterreich und Kärnten geschah, werden für diesen Ort deshalb seither, getrennt nach Gemeinden, mehrere Ortschaften geführt, meist gleichen Namens (aber mit eigener Ortschaftskennziffer), unter Umständen auch unter je nach Gemeinde unterschiedlicher exakter Schreibweise. Obwohl solche Ortschaften also getrennt gezählt wurden und werden, wurden sie in den vom Österreichischen Statistischen Zentralamt herausgegebenen Ortsverzeichnissen bis 1971 mit dem Vermerk „Ortschaftsanteil“ versehen.
Bei der auf die Anlage der Konskriptionsortschaften folgenden Anlage von Steuer- bzw. Katastralgemeinden ging man vielfach von der Ortschaftseinteilung aus. Vor allem in Teilen Niederösterreichs und im Burgenland besteht heute noch weitgehend ein 1:1-Verhältnis zwischen Ortschaften und Katastralgemeinden, so dass umgangssprachlich oft nicht zwischen den Begriffen Ortschaft und Katastralgemeinde unterschieden wird. Doch besteht rechtlich keine Identität zwischen diesen Einheiten. Die Ortschaften als in die politische Gliederung nach Gemeinden eingebundene Gliederungseinheit des Siedlungswesens und die Katastralgemeinden als in die Territorialeinheiten des Gerichtswesens eingebundene Gliederungseinheit des Vermessungswesens entwickeln sich unabhängig voneinander weiter. Ortschaften können die Grenzen von Katastralgemeinden (soweit diese nicht identisch mit den Grenzen politischer Gemeinden sind) schneiden, und in vielen Teilen Österreichs ist das auch häufig der Fall.
Der Begriff Ortschaft als statistische und administrative Einheit sagt nichts über die Struktur der Siedlung aus, insbesondere setzt er nicht eine geschlossene Siedlung voraus. Nicht selten umfasst eine Ortschaft sowohl eine geschlossene Siedlung als auch umgebenden Streusiedlungsraum. Bei der Anlage von Ortschaften wurden keine einheitlichen objektiven Maßstäbe angewandt. Das Maß der Untergliederung in Ortschaften variiert sowohl nach den bundesweiten oder in den Gemeindeordnungen festgelegten Formulierungen als auch nach der landschaftlichen Siedlungsstruktur: In manchen Gegenden ist jede kleinste geschlossene Ansiedlung eine eigenständige Ortschaft; eine Ortschaft kann nur aus einem einzigen Haus und ohne Einwohner bestehen, mitunter besteht sogar nach der Aufgabe des letzten Hauses eines Ortes die Ortschaft rechtlich vorerst noch weiter. In anderen Gegenden umfassen Ortschaften große Areale und zahlreiche Kleinsiedlungen mit eigenen Siedlungsnamen.
Aus der Definition der Ortschaft als Gesamtheit von Häusern folgt, dass Ortschaften nur im unmittelbaren besiedelten Raum klare Grenzen haben. Hingegen ist eine Abgrenzung der Ortschaft in Flur, Wald und Ödland nicht möglich. Der Begriff Ortschaft deckt sich nicht mit dem in der Straßenverkehrsordnung verwendeten Begriff Ortsgebiet.

#### Ortschaftstafeln

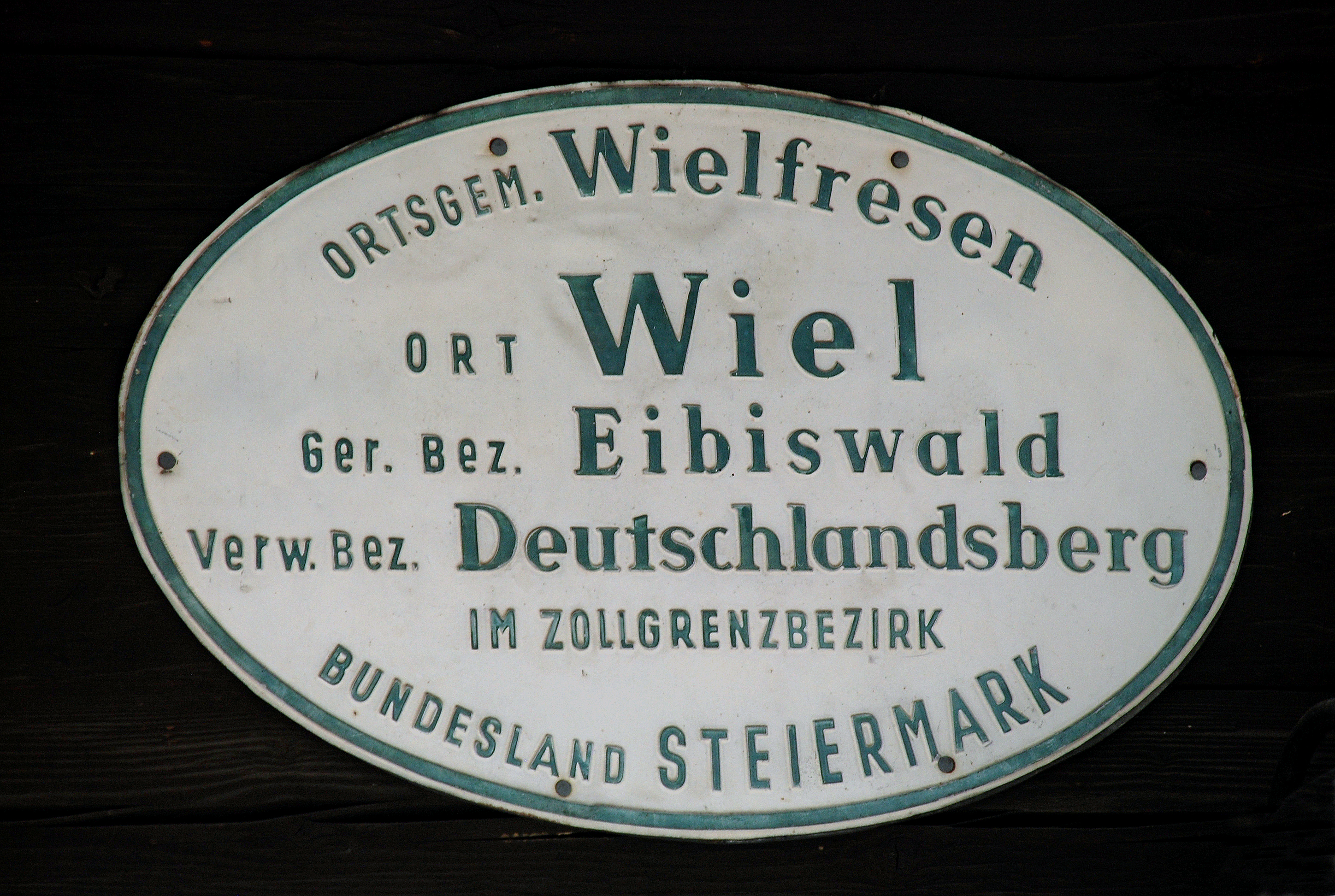
Ortschaftstafel Wiel (ehem. Gemeinde Wielfresen, Steiermark)

Früher waren nahe der Einmündungen der jeweils wichtigsten Straßen in eine Ortschaft von der Straße aus lesbare Ortschaftstafeln anzubringen, auf denen der Name der Ortschaft, der Gemeinde, des Gerichtsbezirks und des politischen Bezirks anzugeben war. Solche Ortschaftstafeln waren vom frühen 19. Jahrhundert bis in die zweite Hälfte des 20. Jahrhunderts in Gebrauch. Sie sind nicht mit dem Verkehrszeichen Ortstafel zu verwechseln.

#### Anknüpfung von Rechten an den Status als Ortschaft
In Tirol – und nur dort – ist die Einrichtung eines Ortsausschusses und die Bestellung eines Ortsvorstehers nur für solche (abgelegene) Siedlungen möglich, die den Status einer Ortschaft haben. In den übrigen Bundesländern sind Gemeinden bei der Einrichtung von Ortsteilen im Sinne von kommunalrechtlichen Untergliederungen (Ortsteile, Ortsverwaltungsteile) nicht an eine Übereinstimmung mit den ausgewiesenen Ortschaften gebunden.

### Ortschaft und Adresse
Im ländlichen Raum bilden die Ortschaftsnamen bis heute in den allermeisten Fällen auch den Adressbereich, so dass dort die Ortschaft auch die kleinste postalische Einheit darstellt.

### Die Ortschaft in der amtlichen Statistik
Als Ordnungsprinzip verwendet werden die Ortschaften in der amtlichen Statistik der Statistik Austria (STAT), die jeder Ortschaft eine Ortschaftskennziffer vergibt.

#### Unterschiede zwischen statistischen Ortschaften und der von Gemeinden beschlossenen Ortschaftsgliederung
Vereinzelt stimmt die statistisch vorgenommene Aufteilung nach Ortschaften nicht mit den von den einzelnen Gemeinden festgelegten Ortschaften überein. So wurde schon im Gesetz zur Volkszählung in Österreich-Ungarn 1869 festgehalten, dass Stadtteile und Vorstädte, falls sie einen eigenen Siedlungsnamen führten, im Zuge der Volkszählung unabhängig von der Existenz als Konksriptionsortschaft als separate Ortschaften ausgewiesen werden konnten, was dann nicht nur in Verbindung mit Städten, sondern in Einzelfällen sogar auch mit Marktteilen geschah. Umgekehrt fasste das Statistische Zentralamt beispielsweise für Linz über viele Jahrzehnte hinweg mehrere seitens der Gemeinde geführten Konskriptionsortschaften zu einer Ortschaft im statistischen Sinn zusammen. Wien wiederum wurde vom Statistischen Zentralamt lange Zeit als eine Ortschaft geführt; mittlerweile führt die Statistik Austria – anders als die Gemeinde Wien – jedoch für Wien 23 Ortschaften, entsprechend den 23 Gemeindebezirken.

#### Ortschaftskennziffer
Seitens der Statistik Austria sind alle Ortschaften Österreichs mit einer Kennnummer, der Ortschaftskennziffer, versehen, die – im Unterschied zur Gemeindekennziffer und den darauf aufbauenden Zählbezirken/Zählsprengeln/Zählgebieten – keinen regionalen Bezug haben, sondern innerhalb Österreichs alphabetisch durchnummeriert wurden.

#### Untergliederung von Ortschaften
Territorial abgegrenzte Gruppen- oder Einzelsiedlungen, „die durch ihre abgesonderte Lage und ihre besondere lokale Bedeutung hervorhebenswert sind“, aber nur Teile von Ortschaften darstellen, wurden bis in die 1990er-Jahre in den Veröffentlichungen der Volkszählungsergebnisse als Ortschaftsbestandteile (OB; Mehrzahl OBB) mit Einwohner- und Häuserzahl ausgewiesen und mit einer topographischen Siedlungskennzeichnung versehen. Seit 2001 werden im Ortsverzeichnis nur mehr Daten für die ganze Ortschaft angegeben; die Namen der ehemaligen Ortschaftsbestandteile werden zusammen mit sonstigen Siedlungsnamen (vorwiegend Hausnamen) als Siedlungsnamen im Anschluss an die Daten zur Ortschaft aufgelistet.

#### Statistische Werte
Laut der von der Statistik Austria erstellten Einwohnertabelle bestanden per 1. Jänner 2024 in den 2093 Gemeinden Österreichs 17.011 Ortschaften. Davon hatten
- 153 Ortschaften (0,90 %) 0 (keine) Einwohner (davon sind 60 Ortschaften in Kärnten),
- insgesamt 1.209 Ortschaften (7,11 %) weniger als 10 Einwohner,
- insgesamt 9.157 Ortschaften (53,83 %) bis zu 100 Einwohner,
- insgesamt 14.446 Ortschaften (84,92 %) bis zu 500 Einwohner.

Die einwohnerreichsten Ortschaften waren demnach
- Donaustadt (Wien) mit 220.794 Einwohnern
- Favoriten (Wien) mit 220.324 Einwohnern und
- Linz mit 211.944 Einwohnern

#### Nachteile der Siedlungsgliederung nach Ortschaften; Schaffung anderer statistischer Gliederungen
Sowohl Ortschaften als auch Gemeinden in Österreich umfassen eine extreme Bandbreite von Einwohnern (Ortschaften: 0 bis >100.000 Einwohner; Gemeinden <100 bis >1 Million Einwohner), so dass sinnvolle statistische Vergleiche schwer möglich sind. Auch verändert sich der Umfang von Ortschaften infolge der Bevölkerungsbewegung laufend, wohingegen Gemeinden den Bestand an Ortschaften oft möglichst lange stabil erhalten. Insbesondere durch die Zersiedelung der Landschaft seit der zweiten Hälfte des 20. Jahrhunderts bildet die offizielle Ortschaftsgliederung mancherorts nur historische Begriffe inzwischen verschmolzener Wohnplätze ab. Außerdem spiegelt sich die tatsächliche Siedlungsgröße in den statistischen Angaben über Ortschaften nicht wider, wenn Orte durch die Berücksichtigung politischer Gemeindegrenzen von der Statistik in einzelne Ortschaften zerlegt werden. Aus diesen Gründen wurden modernere statistische Einheiten geschaffen, die unabhängig von der Siedlungsgliederung nach Ortschaften sind:
- Zählsprengel,[29] die – ähnlich der Siedlungsgliederung nach Ortschaften – in die Verwaltungsgliederung eingehängt sind, trotz Gemeindeteilungen und -zusammenlegungen einen Vergleich über längere Zeiträume hinweg ermöglichen und österreichweit Territorien mit ähnlicher Einwohnerzahl bilden
- Siedlungseinheiten,[30] die unabhängig von Verwaltungsgrenzen zusammenhängend bebaute Gebiete darstellen, dabei aber nur Siedlungen ab 501 Einwohner berücksichtigen
- Stadtregionen,[31] die – unabhängig von Verwaltungsgrenzen – bedeutende Zentren samt dem Umland umfassen, das als Wohngebiet für die in diesen Kernräumen arbeitenden Menschen dient.

### Abweichende Verwendung des BegriffsOrtschaft

#### Geografischer Begriff
Ortschaft als geografischer Begriff bedeutet Siedlung, einen „zusammenhängenden Komplex von Ansiedlungen“, „die Gesamtheit der nach einem gemeinsamen Mittelpunkt gravitierenden Wohnplätze.“ Eine Ortschaft in diesem Sinn kann sich über Gemeindegrenzen hinweg erstrecken und wird in so einem Fall im Amtlichen Kartenwerk nicht getrennt nach Gemeinden mit Namen versehen. Daher versah das Österreichische Statistische Zentralamt in den Ortsverzeichnissen bis 1971 die in unterschiedlichen politischen Gemeinden liegenden statistischen Ortschaften, die Teile solcher geografischer Ortschaften darstellen, jeweils mit dem Zusatz „Ortschaftsanteil“, obwohl sie als getrennte Ortschaften gezählt werden.

#### Geschlossene Ortschaft
In manchen Gesetzen wurde und wird der Begriff Ortschaft im Sinn der Geschlossenen Ortschaft verwendet. Beispielsweise ist nicht jede statistisch-administrative Ortschaft auch eine Ortschaft im Sinne des Apothekengesetzes (ApG).

## Schweiz

Ortseingangsschild

In der Schweiz wird amtlich von einer Ortschaft gesprochen, wenn diese ein geographisch abgrenzbares Siedlungsgebiet umfasst und diesem ein eigener Name und eine zugehörige Postleitzahl vergeben wurde. Ortschaftsgrenzen sind vielfach nicht identisch mit den Gemeindegrenzen; die Beziehung zwischen Gemeinden, Ort und Postleitzahl ist oft kompliziert. Bei manchen Gemeinden weichen die Namen der Ortschaften und der Gemeinde selbst ab – insbesondere bei Fusionsgemeinden, zu denen sich mehrere bisher eigenständige Gemeinden zusammengeschlossen haben. Um nicht eine der fusionierten Gemeinden über die anderen zu stellen, wird oft ein neuer Name gewählt (z. Bsp. nach einer Talschaft oder einem Berg benannt). Die Ortschaften bleiben dabei meist unverändert. Letztere  können sich sogar über Kantonsgrenzen hinweg erstrecken. Viele Gemeinden haben mehrere Ortschaften. Ortschaften in der Schweiz sind grundsätzlich unabhängig von der Gemeindestruktur. Die Ortschaftsgliederung ist aber schweizweit flächendeckend und eindeutig (keine Mehrfachzuordnungen) – im Gegensatz zu den Gemeinden (mit Kommunanzen und gemeindefreien Gebieten).
Daneben gibt es einen etwas umfangreicheren Bestand an traditionell bedeutenderen Ortslagen, die ebenfalls unter der Bezeichnung Ortschaft geführt werden.
Die wichtigste amtlichen Quelle ist das Ortschaftenverzeichnis der Schweiz gem. der Verordnung über die geografischen Namen (GeoNV). Es wurde aus den beiden Ortschaftenverzeichnissen des Bundesamts für Landestopografie (swisstopo), das den Perimeter (Umgrenzung) der Ortschaften erfasst (ca. 4'100 Ortschaften), und des Bundesamts für Statistik (BfS), das primär das Namensgut darstellte (2006 ca. 6'000 Ortschaften), vereinigt, und wird heute zentral von swisstopo geführt.